# Sommer-Paralympics 2008/Teilnehmer (Südafrika)
| stlisierte Goldmedaille | stlisierte Silbermedaille | stlisierte Bronzemedaille |
| ----------------------- | ------------------------- | ------------------------- |
| 21                      | 3                         | 6                         |

Südafrika nahm mit 58 Sportlern an den Sommer-Paralympics 2008 im chinesischen Peking teil.
Fahnenträger bei der Eröffnungsfeier war die Schwimmerin Natalie du Toit. Sie war auch die erfolgreichste Athletin der südafrikanischen Mannschaft mit fünf Goldmedaillen. In der Medaillenwertung belegte Südafrika als beste Nation des afrikanischen Kontinents den sechsten Platz.

## Medaillen

### Medaillenspiegel
| Medaillenspiegel Südafrika |                |                              |                           |                           |        |
| Platz                      | Sportart       | Goldmedaille – Olympiasieger | Silbermedaille – 2. Platz | Bronzemedaille – 3. Platz | Gesamt |
| 1                          | Leichtathletik | 10                           | 2                         | 4                         | 16     |
| 2                          | Schwimmen      | 8                            | -                         | 1                         | 9      |
| 3                          | Reiten         | 2                            | -                         | -                         | 2      |
| 4                          | Radsport       | 1                            | 1                         | 1                         | 3      |
| Total                      | Total          | 21                           | 3                         | 6                         | 30     |

## Teilnehmer nach Sportarten

### Leichtathletik
Frauen
- Ilse Hayes, 1x   (Weitsprung, Klasse F13), 1x   (100 Meter, Klasse T13)
- Sarisa Marais
- Zanele Situ
- Chenelle van Zyl

Männer
- Arnu Fourie
- Hilton Langenhoven, 3x  (Fünfkampf, Klasse P12; Weitsprung, Klasse F12; 200 Meter, Klasse 12)
- Fanie Lombard, 1x  (Diskuswerfen, Klasse F42), 1x  (Kugelstoßen, Klasse F42)
- Michael Louwrens
- Teboho Mokgalagadi, 1x  (100 Meter, Klasse T35)
- Nicholas Newman, 1x  (Speerwerfen, Klasse F35/36)
- Jonathan Ntutu
- Oscar Pistorius, 3x  (100 Meter, 200 Meter, 400 Meter; Klasse 44)
- David Roos, 1x  (Weitsprung, Klasse F46)
- Marius Stander
- Duane Strydom
- Fanie van der Merwe, 2x  (100 Meter, 200 Meter; Klasse T37)
- Ernst van Dyk, 1x  (Marathon, Klasse T54) (+ siehe Radsport)

### Powerlifting (Bankdrücken)
Frauen
- Moekie Grobbelaar

### Radsport
Frauen
- Roxy Burns
- Susan van Staden

Männer
- Gavin Kilpatrick *
- Riaan Nel, 1x  (Gemischtes Einzelstraßenrennen, Klasse CP1/CP2)
- Janos Plekker
- Michael Thomson *
- Ernst van Dyk, 1x  (Einzelstraßenrennen, Klasse HC C) (+ siehe Leichtathletik)

Mannschaftswettbewerbe
| Männer Sprint Klasse B&VI 1-3 (Bronze ) |
| --------------------------------------- |
| - Gavin Kilpatrick - Michael Thomson    |

### Reiten
Frauen
- Philippa Johnson, 2x  (Pflicht Einzel, Freie Kür Einzel, Klasse Grad IV)
- Marion Milne
- Kerry Noble

Männer
- Mark Frenzel

### Rollstuhlbasketball
| Männer |
| --- |
| - Siphamandla Gumbi - Shaun Hartnick - Jeremy Nel - Richard Nortje - Marius Papenfus - Marcus Retief - Nicholas Taylor - Grant Waites - Ralph Williams |

### Rollstuhltennis
Frauen
- Kgotso Montjane

Männer
- Sydwell Mathonsi

### Rudern
Frauen
- Masego Mokhine
- Kim Robinson

Männer
- Jarred Clarke
- Kevin du Toit
- Gordon Eddey

### Schwimmen
Frauen
- Natalie du Toit, 5x   (50 Meter, 100 Meter, 400 Meter Freistil, 100 Meter Schmetterling, Klasse S9; 200 Meter Lagen, Klasse SM9)
- Emily Gray
- Beth Nothling
- Shireen Sapiro, 1x  (100 Meter Rücken, Klasse S10)
- Sarah Shannon
- Adri Visser

Männer
- Charl Bouwer, 1x  (400 Meter Freistil, Klasse S13)
- Achmat Hassiem
- Kevin Paul, 1x  (100 Meter Brust, Klasse SB9)
- Tadhg Slattery, 1x  (100 Meter Brust, Klasse SB5)

### Tischtennis
Frauen
- Alisha Almeida
- Alet Moll

Männer
- Johan du Plooy
- Pieter du Plooy